# Шаншулін
Шаншулін (кит.: 尚書令; піньїнь: shàngshūlìng) або Шаншу (кит.: 尚書; піньїнь: shàngshū) — чиновник в Китаї часів династії Хань. Голова Імператорського секретаріату. Завідував кореспонденцією та листуванням імператора.